# آبای قونانبای‌اولی
ابی یا ابای (ابراهیم) قونانبای‌اولی (قزاقی: Абай (Ибраһим) Құнанбайұлы، اباي (يبراھيم) قۇنانبايۇلى.  ) یا به روسی آبای کونانبایف (روسی: Абай Құнанбаев) (اوت ۱۰ سال ۱۸۴۵–۶ ژوئیه ۱۹۰۴) یک شاعر، آهنگساز و فیلسوف اهل قزاقستان بود. او همچنین یک اصلاح طلب فرهنگ اروپایی و فرهنگ روسیه بر اساس روشنفکری اسلامی بود.

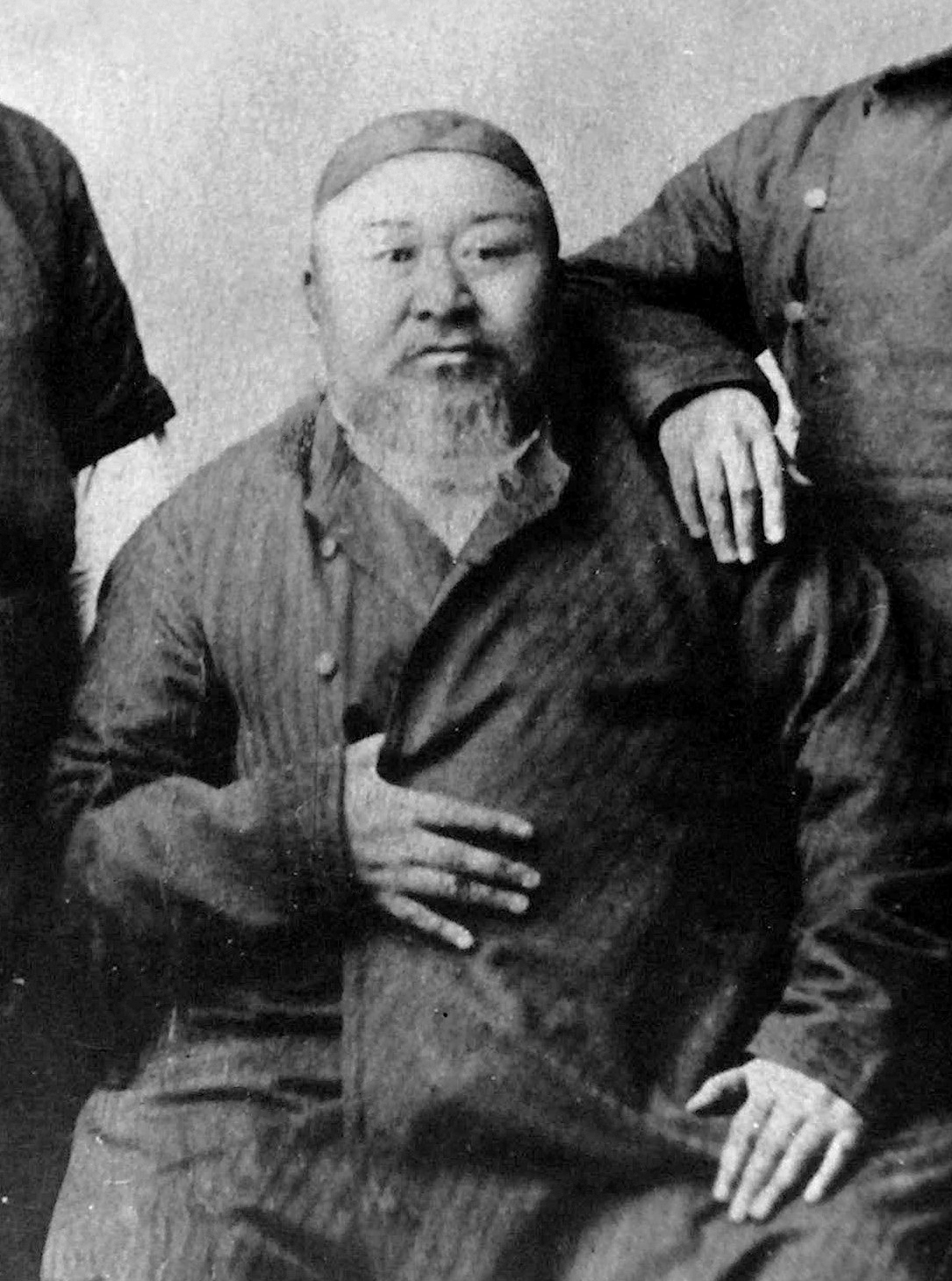
عکس از آبای